# Francesc Cruzate i Grenzner
Francesc Cruzate i Grenzner (Barcelona, 7 de juliol de 1878 - Barcelona, 2 de setembre de 1910) fou un futbolista i atleta català de la dècada de 1900.
Fou jugador del FC Barcelona durant les tres primeres temporades de vida del club, malgrat no arribà a jugar cap partit oficial, només amistosos.
També destacà en proves atlètiques, essent considerat el primer recordman espanyol dels 800 m llisos. De fet, fou nomenat, segons recull la premsa del dia 20 d'octubre de 1900, director de curses a peu del FC Barcelona, una mena de precedent de la secció d'atletisme del club.
Va morir amb només 32 anys.